# David Magirus

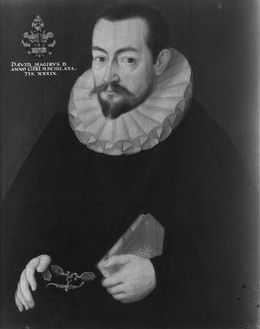
David Magirus auf einem Gemälde von 1604 in der Tübinger Professorengalerie

David Magirus (* 6. Januar 1566 in Vaihingen an der Enz; † 13. Januar 1635 in Tübingen) war ein deutscher Jurist sowie Professor und Rektor an der Universität Tübingen.

## Leben
Magirus war der Sohn des Theologen Johannes Magirus, der den Familiennamen Koch mit Magirus tauschte.  David Magirus immatrikulierte sich 1581 an der Universität Tübingen und bekam dort 1582 den Bac. art. sowie 1585 den Mag. art. Er studierte Jura (J.U.D. 23. Februar 1591) und war dort von 1592 bis 1635 Professor für Jura, 1607 zugleich brandenburgischer Rat. 1600, 1604, 1607, 1611, 1626, 1629, 1631 und 1635 war er Rektor der Universität Tübingen. Sein Porträt hängt in der Tübinger Professorengalerie.
Der Lorcher Abt und Kirchenlieddichter Jakob Magirus war sein Bruder.